# Victor Eresko
Victor Eresko (parfois Victor Jeresko) est un pianiste soviétique né le 17 décembre 1942 à Kiev.

## Biographie
Élève de Lev Vlassenko et Heinrich Neuhaus, il a obtenu le Premier Grand prix du Concours Marguerite Long-Jacques Thibaud en
1963 et le troisième prix du Concours international Tchaïkovski en 1966.
Artiste renommé à l'époque de l'Union soviétique, il a fait partie de l'élite pianistique mondiale et effectué de nombreux enregistrements.
Ses interprétations des œuvres de Sergueï Rachmaninov sont souvent considérées comme des références
importantes. 
Depuis plusieurs années, Victor Eresko est installé à Noyers-sur-Serein, un des plus beaux villages de Bourgogne.

## Discographie (partielle)
- Intégrale des œuvres pour piano seul de Rachmaninov, interprétée en quatre récitals, à Moscou, en 1993 (première mondiale)
- Intégrale des œuvres pour piano et orchestre de Rachmaninov (4 Concertos et Rhapsodie-Paganini), jouée en 1984, 1985 et 1988
- Les trois concertos de Tchaïkovski, enregistrés en direct de la Grande salle du Conservatoire de Moscou dans le cadre du festival Étoiles de Moscou en 1986
- Rachmaninov : Intégrale des Préludes, 1995, Cercle Victor Eresko (entretien V. Eresko et J-P Thiollet dans le livret d'accompagnement du CD)